# Silver Arrow Micro-Vee
Silver Arrow Micro-Vee — многоцелевой разведывательный беспилотный летательный аппарат ближнего радиуса действия, производимый в Израиле;
разработан израильской компанией Silver Arrow, дочерней фирмой компании Elbit Systems.

## Устройство
Оснащен двумя поршневыми двигателями мощностью по четыре лошадиные силы с толкающими винтами.
Машина не имеет шасси, и посадка выполняется с применением парашютной системы.

## Лётно-технические характеристики
- Аппарат может нести полезную нагрузку массой до 25 килограммов.
- Радиус действия — 50 километров.